# Karow (Plau am See)
Karow è una frazione della città tedesca di Plau am See, nel Meclemburgo-Pomerania Anteriore.